# النويعمة (وادي الدواسر)
النويعمة، هي قرية من فئة (أ) تقع في محافظة وادي الدواسر، والتابعة لمنطقة الرياض في السعودية. وتبعد النويعمة عن محافظة وادي الدواسر بمسافة تقارب () كم.